# Ricci Geenen
Ricci Geenen (Rotterdam, 18 september 2001) is een Nederlands voetbalspeelster, die als keeper uitkwam voor Feyenoord in de Vrouwen Eredivisie. Sinds 2024 komt Geenen als amateur uit voor FC Rijnvogels.

## Clubcarrière
Geenen kwam in haar jeugdjaren uit voor RVV Blijdorp en DSVP alvorens ze overstapte naar profcluv Excelsior Rotterdam. Aan het einde van het seizoen 2021/2022 nam zij afscheid van Excelsior Rotterdam, waarna zij naar sc Heerenveen vertrok. Vanaf 1 juni 2023 speelde Geenen voor Feyenoord vrouwen 1.
Op 23 april 2024 maakte Feyenoord bekend het aflopende contract van Geenen niet te verlengen. Zij komt sinds de zomer van 2024 uit voor topklasser FC Rijnvogels. In een uitwedstrijd tegen sc Heerenveen mocht Geenen desondanks nog haar debuut maken voor de club door in de 92ste minuut in te vallen voor Jacintha Weimar.
In het seizoen 2024/25 vervolgde Geenen haar carrière bij de amateurs van FC Rijnvogels.

## Statistieken
| Seizoen | Club          | Land      | Competitie | Wedstrijden | Doelpunten |
| ------- | ------------- | --------- | ---------- | ----------- | ---------- |
| 2018/19 | Excelsior     | Nederland | Eredivisie | 3           | –          |
| 2019/20 | Excelsior     | Nederland | Eredivisie | 1           | –          |
| 2020/21 | Excelsior     | Nederland | Eredivisie | –           | –          |
| 2021/22 | Excelsior     | Nederland | Eredivisie | 15          | –          |
| 2022/23 | SC Heerenveen | Nederland | Eredivisie | –           | –          |
| 2023/24 | Feyenoord     | Nederland | Eredivisie | 1           | –          |
| Totaal  | Totaal        | Totaal    | Totaal     | 20          | –          |

Laatste update: 3 mei 2024

## Privé
Geenen heeft een tweelingbroer, die voetbal speelde. Ricci ging altijd met hem mee, en viel soms in bij de tegenstander wanneer die te weinig spelers had. Zo is zij in het voetballen gerold.